# اچ‌ام‌اس تلماخوس (پی۳۲۱)
اچ‌ام‌اس تلماخوس (پی۳۲۱) (به انگلیسی: HMS Telemachus (P321)) یک زیردریایی بود که طول آن ۲۷۶ فوت ۶ اینچ (۸۴٫۲۸ متر) بود. این زیردریایی در سال ۱۹۴۳ ساخته شد.